# Čardáš

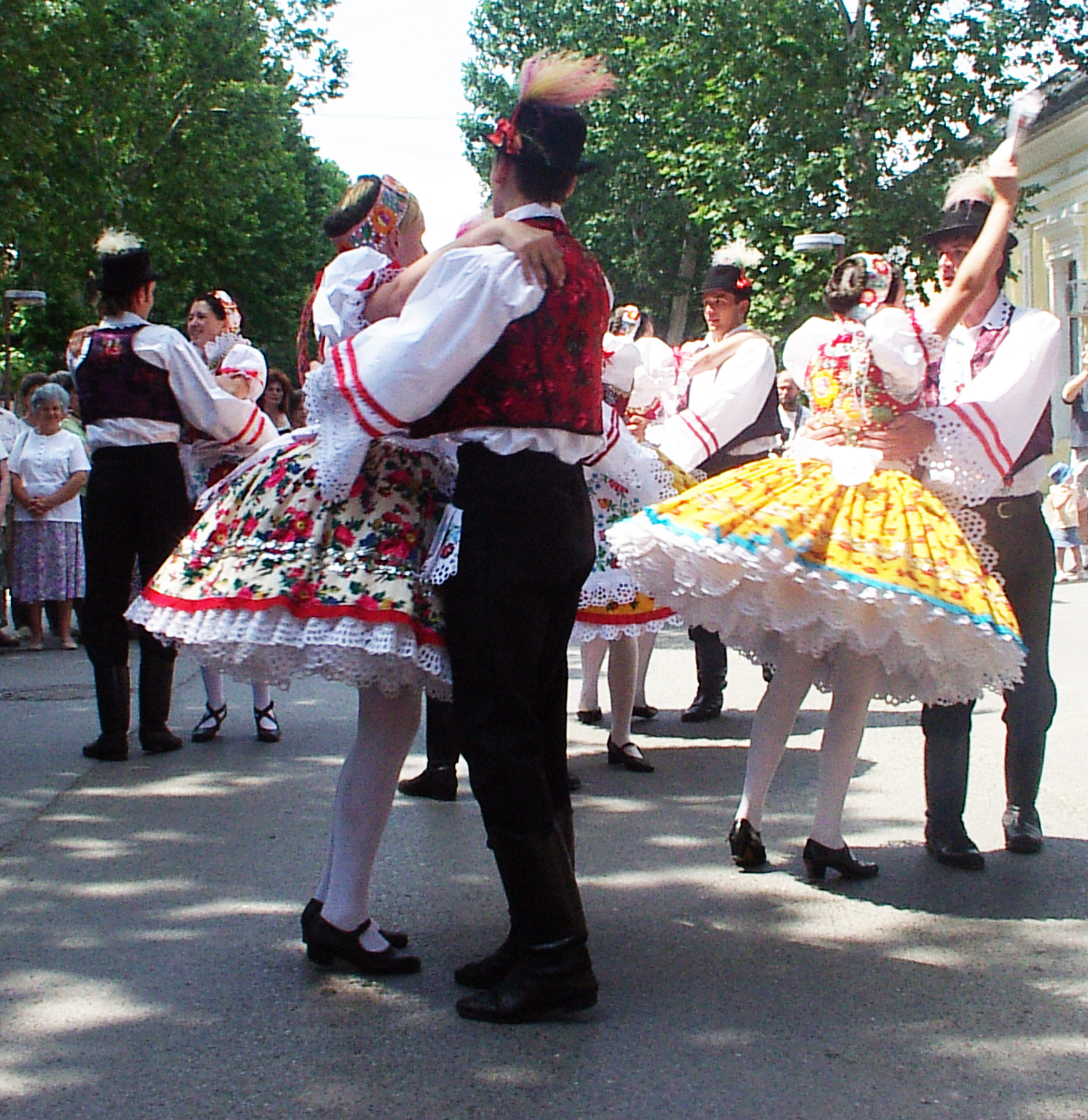
Maďaři tancující čardáš v národních krojích v Doroslovu, Vojvodina

Čardáš (maďarsky: Csárdás) je maďarský národní tanec.
Počátky čardáše lze vysledovat v maďarském hudebním žánru 18. století, verbunkos, kde „verbunk“ používala rakouská armáda jako náborový tanec. Melodie pocházejí z maďarské lidové a populární hudby. Doprovod obvykle hráli romští hudebníci v charakteristickém romském stylu.
Čardáš je relativně náročný párový tanec, který začíná lassu – tj. pomalý mužský tanec. Po lassu následuje friska – což je rychlý párový tanec ve 2/4 nebo 4/4 rytmu. Tento tanec stojí na kombinaci rychlých a volných pomalejších prvků, klade výrazně vyšší nároky na tanečníka. Dobře zatančený čardáš má vyjadřovat vášeň, kterou cítí partner k partnerce.
České slovo „čardáš“ vzniklo z maďarského označení tohoto tance – csárda, které znamená „krčma“. Největší popularita tohoto tance byla v letech 1830–1890. Čardáš ovlivnil i některé hudební skladatele jako byl např. Johann Strauss.